# Стетина, Питер
Питер Стетина (англ. Peter Stetina; род. 8 августа 1987, Боулдер, Колорадо) — американский профессиональный шоссейный велогонщик, завершивший профессиональную карьеру в 2019 году. Выступавший за команды Мирового тура «Garmin-Barracuda», «BMC Racing Team», «Trek-Segafredo». 

## Достижения
2008
- 1-й  - Чемпион США в категории U-23 в индивидуальной гонке
- 6-й на Чемпионате мира в категории U-23 в индивидуальной гонке
- 6-й на Flèche du Sud - ГК
- 9-й на Liège–Bastogne–Liège Espoirs U-23
- 10-й на Туре де л'Авенир - ГК
- 10-й на Redlands Bicycle Classic

2009
- 1-й  - Чемпион США в категории U-23 в индивидуальной гонке
- 1-й  на Vuelta Mexico Telmex в МК
- 6-й на Ronde de l'Isard - ГК
  - 1-й на этапе 2
- 7-й на Туре де л'Авенир - ГК
- 9-й на Liège–Bastogne–Liège Espoirs U-23

2010
- 1-й на Mount Evans Hill Climb
- 10-й на Trofeo Melinda

2012
- 1-й на этапе 2 (ТTT) на Tour of Utah
- 1-й на этапе 4 (ТTT) на Джиро д’Италия
- 9-й на USA Pro Cycling Challenge - ГК

2013
- 3-й на Гран-при Мигеля Индурайна
- 4-й на Туре Лангкави - ГК

2014
- 4-й на Туре Калифорнии - ГК
- 8-й на Туре Сан-Луиса - ГК

2015
- 5-й на La Drôme Classic

2017
- 1-й на этапе 3 Cascade Cycling Classic

| ГК | Генеральная классификация |
| МК | Молодёжная классификация  |

## Статистика выступлений наГранд Турах
| Гранд Тур | 2011 | 2012 | 2013 | 2014 | 2015 | 2016 | 2017 |
| --------- | ---- | ---- | ---- | ---- | ---- | ---- | ---- |
| Джиро     | 21   | 27   | 52   | -    | -    | -    | 46   |
| Тур       | -    | -    | -    | 35   | -    | 46   | -    |
| Вуэльта   | -    | -    | -    | -    | -    | -    | 31   |